# Β-羟基酸

3-羟基丙酸，最简单的β-羟基酸

α-羟基酸、β-羟基酸和γ-羟基酸

β-羟基酸（英語： 或 Beta hydroxy acid，缩写BHA）是一类有机化合物，也称为3-羟基酸，可看作是羧酸的3号位碳原子上的氢被羟基取代的产物。在化妆品中，β-羟基酸这个词特指水杨酸，它用于一些“抗衰老”面霜和粉刺的治疗。
在蒸馏后，β-羟基酸会脱水形成对应的α-β不饱和酸，如3-羟基丙酸脱水形成丙烯酸。